# Mikhaïlo Zabrodskiy
Mikhaïlo Zabrodskiy (en ukrainien : Михайло Віталійович Забродський), né le 24 janvier 1973 à Dnipropetrovsk, est un général ukrainien et homme politique.

## Biographie
Il fait ses études militaires de 1989 à 1994 à l'Académie militaire Alexandre Mojaïski et sert comme chef de section au 95e[Quoi ?]. Il approfondit ses connaissances au Command and General Staff College entre 2005 et 2006. Il est commandant de la 95e brigade d'assaut aérien de 2013 à 2015. Le 23 août 2014, il est décoré comme Héros de l'Ukraine.

## Carrière politique
Il est élu, sous l'étiquette Solidarité européenne, en 2015 au conseil de l'oblast de Zaporijjia, puis devient député lors des élections législatives ukrainiennes de 2019. En mars 2023, il demande à quitter le parlement ; il retourne au service militaire comme adjoint au Commandant en chef des forces armées ukrainiennes Valeri Zaloujny.